# 1021 (szám)
Az 1021 (római számmal: MXXI) egy természetes szám.

## A szám a matematikában
A tízes számrendszerbeli 1021-es a kettes számrendszerben 1111111101, a nyolcas számrendszerben 1775, a tizenhatos számrendszerben 3FD alakban írható fel.
Az 1021 páratlan szám, prímszám. Kanonikus alakja 10211, normálalakban az 1,021 · 103 szorzattal írható fel. Két osztója van a természetes számok halmazán, ezek növekvő sorrendben: 1 és 1021.
Ötvenkét szám valódiosztó-összegeként áll elő, melyek közül a legkisebb a 4205.

## Csillagászat
- 1021 Flammario kisbolygó